# Haramíyides
Els haramíyides (Haramiyida) són un ordre de mamaliaformes extints que visqueren a l'hemisferi nord entre el Triàsic i el Cretaci. Sembla que foren els primers mamaliaformes herbívors. Les seves dents, que són de llarg les restes més comunes que se n'han preservat, s'assemblen a les dels multituberculats. Tanmateix, basant-se en la de Haramiyavia, la mandíbula és menys derivada.